# Cabras (Guam)
Otok Cabras povijesno je bio uski i niski komad kopna uz obalu sela Piti na Guamu, koji je činio dio sjevernog zaštitnog kraka luke Apra. Ubrzo nakon bitke za Guam 1944. godine spojen je nasipom s kopnom i proširen lukobranom Glass, a sada se obično naziva jednostavno Cabras. U Cabrasu se nalaze i luka Guam i primarni generatori Guam Power Authority koji opskrbljuju Guam. Po njemu se zovu mali brod Cabras Marina, u blizini kopna, i veliki brodu Cabras Channel, koji povezuje luku s dubljim vodama srednje luke.
Ime luke Apra dolazi od iskrivljenog imena na Chamorskom jeziku za Cabras, apapa, što znači "nizak". Prije 20. stoljeća luka Apra bila je zaštićena kopnom Guama na istoku; otokom Cabras, greben Luminao i obalom Calalan na sjeveru; i poluotokom Orote na jugu. Nakon španjolskih poboljšanja luke 1700-ih, Piti je postao glavna luka, s jedinom pravom cestom koja povezuje Piti s glavnim gradom Hagåtñom na sjeveru. Greben koji odvaja otok Cabras od kopna bio je izložen za vrijeme oseke i lako ga je bilo prijeći pješice. Otok je korišten za karantenski kamp.
Među poboljšanjima koja je preporučio odbor iz 1930-ih na čelu s kontraadmiralom Arthurom Japyjem Hepburnom uoči Drugog svjetskog rata bio je lukobran na grebenu Luminao zapadno od otoka Cabras. Gradnja je započela u kolovozu 1941. Blokovi vapnenca iskopani na otoku Cabras klizili su duž grebena do improvizirane dizalice]]. U vrijeme japanske invazije u prosincu 1941. izgrađena je jedna milja lukobrana, 11 m širine i 1.5 metara iznad razine mora.:str. 344 Lukobran Glass, nazvan po kapetanu koji je zauzeo Guam 1898. godine, proširen je na obalu Calalana 990 m do širine od 10 m. Sjeverni krak luke Apra, od glavnog otoka preko Cabrasa do vrha lukobrana na Španjolskim stijenama, mjerio je 5,200 m.: 350 
Godine 1964., zapovjednik mornaričkih snaga Marianas predložio je da se trgovačka luka preseli iz luke Inner Apra u mornaričkoj bazi Guam na novu lokaciju na Cabrasu. Velik dio sredstava za postrojenje luke Guam došao je kroz Zakon o obnovi Guama iz 1963., koji je usvojio Kongres za obnovu otoka nakon razaranja uragana Karen. Nova luka dovršena je u lipnju 1969.
Put do lukobrana je ponekad zatvoren iz sigurnosnih razloga tijekom posjeta brodova. Otok se također koristi za ronjenje i vodene sportove.